# Тімбер-Коув (Каліфорнія)
Тімбер-Коув (англ. Timber Cove) — переписна місцевість (CDP) в США, в окрузі Сонома штату Каліфорнія. Населення — 171 особа (2020).

## Географія
Тімбер-Коув розташований за координатами 38°32′28″ пн. ш. 123°15′32″ зх. д. / 38.54111° пн. ш. 123.25889° зх. д. (38.541089, -123.258784).  За даними Бюро перепису населення США в 2010 році переписна місцевість мала площу 14,64 км², уся площа — суходіл.

## Демографія
Згідно з переписом 2010 року, у переписній місцевості мешкали 164 особи в 85 домогосподарствах у складі 49 родин. Густота населення становила 11 особа/км².  Було 184 помешкання (13/км²).
Расовий склад населення:
| - 92,7 % — білих - 3,7 % — азіатів - 0,6 % — корінних американців - 0,6 % — чорних або афроамериканців |

До двох чи більше рас належало 2,4 %. Частка іспаномовних становила 5,5 % від усіх жителів.
За віковим діапазоном населення розподілялося таким чином: 13,4 % — особи молодші 18 років, 66,5 % — особи у віці 18—64 років, 20,1 % — особи у віці 65 років та старші. Медіана віку мешканця становила 55,4 року. На 100 осіб жіночої статі у переписній місцевості припадало 127,8 чоловіків;  на 100 жінок у віці від 18 років та старших — 125,4 чоловіків також старших 18 років.
Середній дохід на одне домашнє господарство  становив 67 358 доларів США (медіана — 50 313), а середній дохід на одну сім'ю — 129 415 доларів (медіана — 99 107). За межею бідності перебувало 18,1 % осіб, у тому числі 0,0 % дітей у віці до 18 років та 0,0 % осіб у віці 65 років та старших.
Цивільне працевлаштоване населення становило 68 осіб. Основні галузі зайнятості: мистецтво, розваги та відпочинок — 32,4 %, оптова торгівля — 11,8 %, фінанси, страхування та нерухомість — 11,8 %.